# Maliattha mabenora
Maliattha mabenora är en fjärilsart som beskrevs av Pierre E.L. Viette 1982. Maliattha mabenora ingår i släktet Maliattha och familjen nattflyn. Inga underarter finns listade i Catalogue of Life.